# Hamiti
Hamiti je ohlapen skupen pojem za skupino severnoafriških narodov, ki govorijo jezike iz afroazijske skupine jezikov. Mednje uvrščajo Berbere, prebivalce antičnega Egipta, Nubijce itd.
Po biblijskem izročilu naj bi bili hamiti potomci Hama, enega od Noetovih sinov.